# Bundesstraße 39a
Die Bundesstraße 39a (Abkürzung: B 39a) verbindet als Autobahnzubringer die Bundesstraße 39 zwischen Weinsberg und Ellhofen mit der Anschlussstelle 10 der Bundesautobahn 81. Die Bundesstraße hat eine Länge von rund 1,5 Kilometer.